# Habib ibn Mazaher
Habib ibn Mazaher (arabe : حبيب بن مظاهر الأسدي), né dans la grande famille de Bani Asad au Yémen, quatorze ans avant l'hégire, fut l'un des compagnons d'Ali ibn Abi Talib, dans la bataille de Siffin et la bataille de Nahrawân, il était toujours à côté d'Ali ibn Abi Talib. À partir de la bataille du chameau, il vint à Bassora  accompagné d'Ali ibn Abi Talib et après cette guerre, il décida d'habiter à Kufa. Il était aussi l'un des compagnons d'Hasan ibn Ali. Il a quitté Kufa et rejoint Husayn ibn Ali dès qu'il a réalisé que les hommes de Kufa ont trahi la promesse de soutien qu’ils avaient déjà faite à Husayn ibn Ali,.

## Guerrier  valeureux
Habib ibn Mazaher était l'un des guerriers  valeureux de l’armée d’Houssayn ibn Ali à Karbala,,,. Il a combattu avec le troisième imam chiite, Husayn ibn Ali, contre les forces de Yazid, dirigées par Omar Ibn Sa'ad. L'armée de Husayn ibn Ali a été divisée en trois sections, le flanc gauche, le flanc droit et Ahl al-Bayt.
Habib s'occupait de l'aile gauche de l'armée de Husayn ibn Ali.

## Décès
Il a été tué à l'âge de 75 ans  en combattant dans l'armée de Husayn ibn Ali, à Kerbala.
Sa tombe est située dans le porche sud du sanctuaire de Hussein ibn Ali.